# Segnaletica stradale in Ungheria
I segnali stradali in Ungheria sono regolati dal KRESZ. Sono installati lungo il ciglio della strada sul lato destro della carreggiata e sono suddivisi in segnali di pericolo, di precedenza, di divieto, di obbligo, di regolazione stradale, di indicazione, di aiuto alla guida e pannelli integrativi.
Se vi è del testo nei segnali, questo è in lingua ungherese, senza traduzioni in altre lingue. La maggior parte dei segnali sono basati su disegni come nella maggior parte dei Paesi europei, eccezion fatta per quelli con scritte come il segnale di Fermarsi e dare precedenza o quello di Dogana.
Agli incroci non regolati da segnaletica stradale o semafori vige la regola generale di dare la precedenza ai veicoli provenienti da destra, a meno che non sia altrimenti specificato.

## Segnali di pericolo
I segnali di pericolo in Ungheria hanno sfondo bianco ed una classica forma triangolare.
| Segnale ungherese | Significato                                                            | Spiegazione |
|                   | Curva pericolosa a sinistra                                            | Presegnala un tratto di strada non rettilineo pericoloso per la limitata visibilità o per caratteristiche del tracciato (curva stretta a sinistra). |
|                   | Curva pericolosa a destra                                              | Presegnala un tratto di strada non rettilineo pericoloso per la limitata visibilità o per caratteristiche del tracciato (curva stretta a destra). |
|                   | Doppia curva pericolosa, la prima a sinistra                           | Presegnala una doppia curva, di cui la prima a sinistra. |
|                   | Doppia curva pericolosa, la prima a destra                             | Presegnala una doppia curva, di cui la prima a destra. |
|                   | Discesa pericolosa                                                     | Presegnala un tratto di strada in discesa secondo il senso di marcia. La pendenza è espressa in percentuale. |
|                   | Salita ripida                                                          | Presegnala un tratto di strada in forte salita secondo il senso di marcia. La pendenza è espressa in percentuale. |
|                   | Strettoia                                                              | Segnala un restringimento pericoloso della carreggiata. |
|                   | Strettoia asimmetrica a sinistra                                       | Segnala un restringimento pericoloso sul lato sinistro della carreggiata. |
|                   | Strettoia asimmetrica a destra                                         | Segnala un restringimento pericoloso sul lato destro della carreggiata. |
|                   | Ponte mobile                                                           | Presegnala una struttura stradale mobile comunque manovrabile. |
|                   | Caduta da argine o molo a sinistra                                     | Presegnala una banchina senza protezioni su un argine od un molo dal lato sinistro. |
|                   | Caduta da argine o molo a destra                                       | Presegnala una banchina senza protezioni su un argine od un molo dal lato destro. |
|                   | Strada deformata                                                       | Segnala un tratto di strada in cattivo stato o con pavimentazione irregolare. |
|                   | Dosso                                                                  | Segnala un'anomalia altimetrica convessa della strada che limita la visibilità. |
|                   | Strada chiusa                                                          | Segnala una barriera a chiusura della strada che si sta percorrendo. |
|                   | Strada sdrucciolevole                                                  | Presegnala un tratto di strada che in particolari condizioni climatiche od ambientali può diventare sdrucciolevole. |
|                   | Ghiaia                                                                 | Presegnala la presenza di pietrisco, di materiale minuto o granaglia che può essere proiettato a distanza o scagliato in aria dai veicoli in transito. |
|                   | Caduta massi da sinistra                                               | Presegnala il pericolo di caduta massi dalla parete rocciosa soprastante a sinistra con possibile presenza di pietre sulla carreggiata. |
|                   | Caduta massi da destra                                                 | Presegnala il pericolo di caduta massi dalla parete rocciosa soprastante a destra con possibile presenza di pietre sulla carreggiata. |
|                   | Attraversamento pedonale                                               | Segnala l'avviciarsi di un passaggio pedonale segnalato sulla carreggiata. |
|                   | Bambini                                                                | Segnala luoghi frequentati da bambini, come le scuole, i giardini pubblici, i campi di gioco e simili. |
|                   | Attenzione, bambini                                                    | Preannuncia di porre attenzione in luoghi frequentati da bambini. |
|                   | Attraversamento ciclabile                                              | Presegnala un attraversamento di ciclisti contraddistinto da appositi segni sulla carreggiata. |
|                   | Attraversamento di animali domestici                                   | Presegnala un tratto di strada con probabile improvvisa presenza od attraversamento di animali domestici. |
|                   | Attraversamento di cervi o caprioli                                    | Presegnala un tratto di strada con probabile improvvisa presenza od attraversamento di cervi o caprioli. |
|                   | Lavori                                                                 | Presegnala cantieri di lavori in corso, depositi temporanei di materiale, presenza di macchinari adibiti ai lavori stradali. |
|                   | Semaforo                                                               | Presegnala un impianto semaforico posto su strade sia urbane che extraurbane. |
|                   | Intersezione                                                           | Presegnala un incrocio in cui vige la regola generale di dare la precedenza a destra. |
|                   | Intersezione con strada che non ha priorità                            | Presegnala un incrocio con una strada di minore importanza in cui si ha la precedenza sui veicoli provenienti sia da destra che da sinistra. |
|                   | Intersezione con strada che non ha priorità a sinistra                 | Presegnala un incrocio con una strada di minore importanza in cui si ha la precedenza sui veicoli provenienti da sinistra. |
|                   | Intersezione con strada che non ha priorità a destra                   | Presegnala un incrocio con una strada di minore importanza in cui si ha la precedenza sui veicoli provenienti da destra. |
|                   | Confluenza da sinistra                                                 | Presegnala una strada senza diritto di precedenza che si immette sulla strada principale da sinistra. |
|                   | Confluenza da destra                                                   | Presegnala una strada senza diritto di precedenza che si immette sulla strada principale da destra. |
|                   | Intersezioni con strade che non hanno priorità                         | Presegnala un incrocio con due strade di minore importanza in cui si ha la precedenza sui veicoli provenienti sia da destra che da sinistra. |
|                   | Doppio senso di circolazione                                           | Segnala un tratto di strada che da senso unico diventa a doppio senso. |
|                   | Passaggio a livello con barriere                                       | Segnala un passaggio a livello con barriere ed è integrato con il pannello distanziometrico a tre barre rosse. |
|                   | Passaggio a livello senza barriere                                     | Segnala un passaggio a livello senza barriere ed è integrato con il pannello distanziometrico a tre barre rosse. |
|                   | Attraversamento di tram                                                | Segnala un attraversamento tranviario. |
|                   | Incrocio con un passaggio a livello senza barriere                     | Segnala un passaggio a livello od un attraversamento tranviario senza barriere con un solo binario ed invita quindi i conducenti alla massima prudenza, invitandoli a fermarsi immediatamente se fossero attive le due luci rosse lampeggianti e/o il segnale acustico che indicano l'avvicinarsi del treno. Può anche essere installata in verticale per ragioni di minor ingombro. |
|                   | Incrocio con un passaggio a livello senza barriere a più di un binario | Segnala un passaggio a livello od attraversamento tranviariosenza barriere con più di un binario ed invita quindi i conducenti alla massima prudenza, invitandoli a fermarsi immediatamente se fossero attive le due luci rosse lampeggianti e/o il segnale acustico che indicano l'avvicinarsi del treno.                                                                           |
|                   | Pannelli distanziometrici                                              | Indicano la distanza dal passaggio a livello o dal ponte mobile per il quale vengono installati. Sono posti sul lato sinistro della carreggiata. |
|                   | Pannelli distanziometrici                                              | Indicano la distanza dal passaggio a livello o dal ponte mobile per il quale vengono installati. Sono posti sul lato destro della carreggiata. |
|                   | Passaggio di aeroplani a bassa quota                                   | Presegnala la possibilità di improvvisi forti rumori o abbagliamenti dovuti ad aeroplani a bassa quota. |
|                   | Vento laterale                                                         | Presegnala la possibilità di forti raffiche di vento laterale. |
|                   | Altri pericoli                                                         | Segnala un pericolo diverso da quelli indicati negli altri segnali di pericolo. |
|                   | Pedoni                                                                 | Segnala la possibilità di incontrare pedoni lungo la carreggiata. |
|                   | Intersezione con circolazione rotatoria                                | Segnala, sulle strade urbane e extraurbane, una intersezione regolata da circolazione rotatoria. |
|                   | Coda                                                                   | Presegnala un tratto di strada in cui è in atto un forte rallentamento od una coda del traffico. |
|                   | Galleria                                                               | Presegnala una galleria. |

## Segnali di precedenza
| Segnale ungherese | Significato                                        | Spiegazione |
|                   | Dare precedenza                                    | Prescrive un incrocio in cui è necessario dare precedenza in corrispondenza della linea orizzontale.                                                          |
|                   | Fermarsi e dare la precedenza                      | Prescrive l'obbligo di arrestarsi in ogni caso in corrispondenza della striscia trasversale di arresto ad un incrocio e di dare precedenza.                   |
|                   | Strada con diritto di precedenza                   | Indica l'inizio di una strada il cui traffico ha diritto di precedenza.                                                                                       |
|                   | Fine della strada con diritto di precedenza        | Indica la fine di una strada il cui traffico ha diritto di precedenza.                                                                                        |
|                   | Precedenza ai veicoli provenienti in senso inverso | Prescrive di dare precedenza ai veicoli provenienti in direzione opposta in una strada a doppio senso che consente il passaggio di una sola fila di veicoli.  |
|                   | Precedenza rispetto al traffico inverso            | Indica la precedenza rispetto ai veicoli provenienti in direzione opposta in una strada a doppio senso che consente il passaggio di una sola fila di veicoli. |

## Segnali di divieto
| Segnale ungherese | Significato | Spiegazione |
|                   | Divieto di accesso                                                                                              | Vieta di entrare in una strada accessibile invece in un altro senso.                                                                                               |
|                   | Divieto di transito                                                                                             | Vieta a tutti i veicoli di entrare in una strada. |
|                   | Divieto di transito agli autoveicoli                                                                            | Vieta a tutti gli autoveicoli, eccetto i motocicli, di entrare in una strada.                                                                                      |
|                   | Divieto di circolazione per i motocicli                                                                         | Vieta il transito a tutti i veicoli a motore con due ruote. |
|                   | Divieto di circolazione alle biciclette                                                                         | Vieta il transito alle biciclette. |
|                   | Divieto di circolazione per i ciclomotori                                                                       | Vieta il transito a tutti i ciclomotori. |
|                   | Divieto di circolazione per i mezzi destinati al trasporto merci                                                | Vieta il transito ai veicoli da trasporto non adibiti al trasporto di persone.                                                                                     |
|                   | Divieto di circolazione per i mezzi destinati al trasporto merci oltre al peso indicato                         | Vieta il transito ai veicoli da trasporto non adibiti al trasporto di persone oltre al peso indicato.                                                              |
|                   | Divieto di circolazione per i rimorchi                                                                          | Vieta il transito a tutti i veicoli con un rimorchio. |
|                   | Divieto di circolazione per i rimorchi di peso superiore a quello indicato                                      | Vieta il transito a tutti i veicoli con un rimorchio di peso superiore a quello indicato.                                                                          |
|                   | Divieto di circolazione per i mezzi destinati al trasporto merci di peso complessivo superiore al peso indicato | Vieta il transito ai veicoli da trasporto non adibiti al trasporto di persone di peso complessivo superiore a quello indicato.                                     |
|                   | Divieto di circolazione per i veicoli che trasportano merci pericolose                                          | Vieta il transito ai veicoli che trasportano merci pericolose, come esplosivi, benzina, materie tossiche o radioattive.                                            |
|                   | Accesso vietato ai pedoni                                                                                       | Vieta il transito ai pedoni. |
|                   | Accesso vietato ai veicoli a trazione animale                                                                   | Vieta il transito ai veicoli a trazione animale. |
|                   | Accesso vietato ai veicoli a braccia                                                                            | Vieta il transito ai veicoli a braccia. |
|                   | Divieto di circolazione ai mezzi agricoli                                                                       | Vieta il transito a tutti i mezzi agricoli. |
|                   | Divieto di circolazione per i veicoli che trasportano merci esplosive                                           | Vieta il transito ai veicoli che trasportano merci esplosive. |
|                   | Divieto di circolazione per i veicoli il cui carico può inquinare le acque                                      | Vieta il transito ai veicoli che trasportano sostanze suscettibili di contaminare l'acqua.                                                                         |
|                   | Divieto di circolazione ai veicoli a motore ed ai motocicli                                                     | Vieta il transito a tutti i veicoli a motore ed ai motocicli. |
|                   | Divieto di circolazione a biciclette, mezzi agricoli e mezzi a trazione animale                                 | Vieta il transito a biciclette, mezzi agricoli e mezzi a trazione animale.                                                                                         |
|                   | Larghezza massima                                                                                               | Vieta il transito ai veicoli aventi larghezza superiore a quella indicata in metri.                                                                                |
|                   | Altezza massima                                                                                                 | Vieta il transito ai veicoli aventi altezza superiore a quella indicata in metri.                                                                                  |
|                   | Peso massimo | Vieta il transito ai veicoli aventi massa superiore a quella indicata in tonnellate al momento del transito.                                                       |
|                   | Peso massimo sull'asse                                                                                          | Vieta il transito ai veicoli aventi sull'asse più caricato una massa superiore a quella indicata al momento del transito.                                          |
|                   | Lunghezza massima                                                                                               | Vieta il transito ai veicoli od ai complessi di veicoli di lunghezza superiore alla lunghezza indicata in metri.                                                   |
|                   | Distanza minima                                                                                                 | Vieta di seguire il veicolo che precede ad una distanza inferiore a quella indicata, in metri, sul segnale.                                                        |
|                   | Distanza minima per autocarri                                                                                   | Vieta ad un autocarro di seguire il veicolo che precede ad una distanza inferiore a quella indicata, in metri, sul segnale.                                        |
|                   | Divieto di svoltare a sinistra                                                                                  | Vieta di svoltare a sinistra al prossimo incrocio. |
|                   | Divieto di svoltare a destra                                                                                    | Vieta di svoltare a destra al prossimo incrocio. |
|                   | Divieto d'inversione                                                                                            | Vieta di effettuare un'inversione di marcia. |
|                   | Divieto di sorpasso                                                                                             | Vieta di sorpassare i veicoli a motore con due o più ruote. |
|                   | Divieto di sorpasso per gli autocarri                                                                           | Indica il divieto a tutti i veicoli, non adibiti al trasporto di persone, di massa a pieno carico superiore a 3,5 t di sorpassare i veicoli a motore.              |
|                   | Velocità massima                                                                                                | Indica la velocità massima in chilometri orari alla quale i veicoli possono procedere immediatamente dopo il segnale.                                              |
|                   | Fermarsi alla dogana                                                                                            | Obbliga i conducenti all'arresto per i controlli doganali in prossimità delle frontiere nazionali.                                                                 |
|                   | Fermarsi per l'imbarco                                                                                          | Obbliga i conducenti all'arresto per l'imbarco su un traghetto. |
|                   | Fermarsi per controlli di polizia                                                                               | Obbliga i conducenti all'arresto per controlli di polizia. |
|                   | Accesso vietato agli autobus                                                                                    | Vieta il transito agli autobus. |
|                   | Fine dei divieti precedenti                                                                                     | Indica il punto ove le prescrizioni precedentemente indicate cessano di essere valide.                                                                             |
|                   | Fine della velocità massima                                                                                     | Indica la fine del limite sulla velocità massima alla quale i veicoli possono procedere e ripristina il consueto limite di velocità relativo alla strada percorsa. |
|                   | Fine divieto di sorpasso                                                                                        | Indica la fine del divieto a tutti i veicoli di sorpassare i veicoli a motore diversi dai motocicli e dai ciclomotori.                                             |
|                   | Fine del divieto di sorpasso per gli autocarri                                                                  | Indica la fine del divieto a tutti i veicoli non adibiti al trasporto di persone di massa a pieno carico oltre 3,5 t di sorpassare i veicoli a motore.             |
|                   | Divieto di sosta                                                                                                | Vieta la sosta, fermata prolungata (parcheggio) ai veicoli, in quei luoghi dove per regola generale non vige tale divieto.                                         |
|                   | Divieto di fermata                                                                                              | Vieta la sosta e la fermata o qualsiasi temporanea sospensione della marcia ai veicoli.                                                                            |
|                   | Pagamento pedaggio                                                                                              | Obbliga i conducenti all'arresto per il pagamento del pedaggio della strada che si sta percorrendo.                                                                |

## Segnali di obbligo
| Segnale ungherese | Significato                                            | Spiegazione |
|                   | Direzione obbligatoria dritto                          | Indica che la sola direzione consentita al conducente è quella di andare diritto. |
|                   | Direzione obbligatoria a sinistra                      | Indica che la sola direzione consentita al conducente è quella di andare a sinistra. |
|                   | Direzione obbligatoria a destra                        | Indica che la sola direzione consentita al conducente è quella di andare a destra. |
|                   | Circolare diritto o svoltare a sinistra                | Direzioni consentite a dritto ed a sinistra. |
|                   | Circolare diritto o svoltare a destra                  | Direzioni consentite a dritto ed a destra. |
|                   | Passaggio obbligatorio diritto a sinistra              | Obbliga i conducenti a avanzare a sinistra dell'ostacolo. |
|                   | Passaggio obbligatorio diritto a destra                | Obbliga i conducenti a avanzare a destra dell'ostacolo. |
|                   | Preavviso di direzione obbligatoria a sinistra         | Preavvisa che la sola direzione consentita al conducente è quella di andare a sinistra. |
|                   | Preavviso di direzione obbligatoria a destra           | Preavvisa che la sola direzione consentita al conducente è quella di andare a destra. |
|                   | Svoltare a destra o a sinistra                         | Direzioni obbligatorie a destra ed a sinistra. |
|                   | Procedere diritto, svoltare a destra o a sinistra      | Direzioni obbligatorie diritto, a destra od a sinistra. |
|                   | Obbligo di inversione di marcia                        | Obbliga i conducenti ad effettuare un'inversione di marcia. |
|                   | Obbligo di svolta a sinistra o di inversione di marcia | Obbliga i conducenti ad effettuare una svolta a sinistra od un'inversione di marcia. |
|                   | Passaggio obbligatorio a sinistra                      | Obbliga i conducenti a passare a sinistra dell'ostacolo come un cantiere, uno spartitraffico, un salvagente o un'isola di traffico.                                                             |
|                   | Passaggio obbligatorio a destra                        | Obbliga i conducenti a passare a destra dell'ostacolo come un cantiere, uno spartitraffico, un salvagente o un'isola di traffico.                                                               |
|                   | Passaggio obbligatorio a destra o sinistra             | Obbliga i conducenti a passare a destra o a sinistra dell'ostacolo come un cantiere, uno spartitraffico, un salvagente o un'isola di traffico.                                                  |
|                   | Intersezione con percorso rotatorio obbligato          | Indica ai conducenti l'obbligo di circolare nel verso antiorario indicato dalle frecce attorno all'area di rotazione. È posto subito prima di una piazza dove si svolge circolazione rotatoria. |
|                   | Direzioni obbligatorie per mezzi pesanti               | Indicano le direzioni obbligatorie per i mezzi pesanti. |
|                   | Velocità minima                                        | Vieta ai conducenti di procedere ad una velocità inferiore a quella indicata. |
|                   | Fine della velocità minima                             | Indica la fine della validità del limite minimo di velocità. |
|                   | Pista ciclabile                                        | Indica l'inizio di un percorso riservato alle biciclette. |
|                   | Fine pista ciclabile                                   | Indica la fine del percorso riservato alle biciclette. |
|                   | Percorso pedonale                                      | Indica un percorso riservato ai pedoni. |
|                   | Fine del percorso pedonale                             | Indica la fine del percorso riservato ai pedoni. |
|                   | Percorso misto pedonale e ciclabile                    | Indica l'inizio di un percorso riservato ai pedoni ed alle biciclette. |
|                   | Fine percorso misto pedonale e ciclabile               | Indica la fine del percorso riservato ai pedoni ed alle biciclette. |
|                   | Percorso ciclabile adiacente al marciapiede            | Indica l'inizio di un percorso ciclabile contiguo al marciapiede. |
|                   | Fine percorso ciclabile adiacente al marciapiede       | Indica la fine del percorso ciclabile contiguo al marciapiede. |
|                   | Catene per la neve obbligatorie                        | Vieta il transito ai veicoli sprovvisti di catene da neve. |
|                   | Fine del tratto con catene per la neve obbligatorie    | Indica la fine del tratto di strada con catene da neve. |
|                   | Direzioni obbligatorie per i mezzi indicati            | Indicano le direzioni obbligatorie per i mezzi indicati. |

## Segnali di regolazione stradale
| Segnale ungherese | Significato                                                   | Spiegazione |
|                   | Aumento delle corsie disponibili                              | Indica un aumento delle corsie disponibili.                                                                                   |
|                   | Riduzione delle corsie disponibili                            | Indica una riduzione delle corsie disponibili.                                                                                |
|                   | Utilizzo delle corsie                                         | Indica l'utilizzo delle corsie disponibili.                                                                                   |
|                   | Corsia per autobus e biciclette                               | Indica l'inizio di una corsia riservata agli autobus ed alle biciclette.                                                      |
|                   | Corsia per autobus                                            | Indica l'inizio di una corsia riservata agli autobus.                                                                         |
|                   | Fine della corsia per autobus                                 | Indica la fine della corsia riservata agli autobus.                                                                           |
|                   | Corsia per biciclette                                         | Indica una corsia riservata alle biciclette.                                                                                  |
|                   | Inizio corsia per biciclette                                  | Indica l'inizio di una corsia riservata alle biciclette.                                                                      |
|                   | Fine corsia per biciclette                                    | Indica la fine della corsia riservata alle biciclette.                                                                        |
|                   | Senso unico                                                   | Segnala il termine del doppio senso di circolazione all'interno di una carreggiata.                                           |
|                   | Senso unico                                                   | Segnala il termine del doppio senso di circolazione all'interno di una carreggiata; è posto parallelamente all'asse stradale. |
|                   | Utilizzo delle corsie in un incrocio                          | Indica la canalizzazione che si ha nel prossimo incrocio.                                                                     |
|                   | Autostrada                                                    | Indica l'inizio di un'autostrada.                                                                                             |
|                   | Fine dell'autostrada                                          | Indica la fine di un'autostrada.                                                                                              |
|                   | Strada riservata ai veicoli a motore                          | Indica l'inizio di una strada riservata ai veicoli a motore.                                                                  |
|                   | Fine strada riservata ai veicoli a motore                     | Indica la fine di una strada riservata ai veicoli a motore.                                                                   |
|                   | Inizio del comune                                             | Indica l'inizio del territorio di un comune.                                                                                  |
|                   | Fine del comune                                               | Indica la fine del territorio di un comune.                                                                                   |
|                   | Inizio del centro abitato                                     | Indica l'inizio del centro abitato.                                                                                           |
|                   | Fine del centro abitato                                       | Indica la fine del centro abitato.                                                                                            |
|                   | Inizio centro abitato                                         | Indica l'inizio di un centro abitato.                                                                                         |
|                   | Fine centro abitato                                           | Indica la fine del centro abitato.                                                                                            |
|                   | Zona a divieto di sosta                                       | Indica una zona in cui vige il divieto di sosta.                                                                              |
|                   | Fine della zona a divieto di sosta                            | Indica la fine della zona in cui vige il divieto di sosta.                                                                    |
|                   | Zona a velocità limitata                                      | Indica una zona in cui vige il limite di velocità indicato.                                                                   |
|                   | Fine della zona a velocità limitata                           | Indica la fine della zona in cui vige il limite di velocità indicato.                                                         |
|                   | Zona interdetta agli autocarri di peso oltre 7,5 t            | Indica una zona in cui vige il divieto di transito agli autocarri con massa a pieno carico oltre le 7,5 t.                    |
|                   | Fine della zona interdetta agli autocarri di peso oltre 7,5 t | Indica la fine della zona in cui vige il divieto di transito agli autocarri con massa a pieno carico oltre le 7,5 t.          |
|                   | Zona pedonale                                                 | Indica l'inizio di una zona pedonale.                                                                                         |
|                   | Fine della zona pedonale                                      | Indica la fine della zona pedonale.                                                                                           |
|                   | Zona di parcheggio                                            | Indica una zona in cui è possibile il parcheggio degli autoveicoli.                                                           |
|                   | Fine della zona di parcheggio                                 | Indica la fine della zona in cui è possibile il parcheggio degli autoveicoli.                                                 |
|                   | Zona pedonale e ciclabile                                     | Indica l'inizio di una zona pedonale e ciclabile.                                                                             |
|                   | Fine della zona pedonale e ciclabile                          | Indica la fine della zona pedonale e ciclabile.                                                                               |
|                   | Passaggio pedonale                                            | Indica un attraversamento pedonale non regolato da semaforo e non in corrispondenza di un incrocio stradale.                  |
|                   | Fermata di autobus                                            | Segnala una fermata di autobus.                                                                                               |
|                   | Fermata di filobus                                            | Segnala una fermata di filobus.                                                                                               |
|                   | Fermata di tram                                               | Segnala una fermata di tram.                                                                                                  |
|                   | Fermata di taxi                                               | Segnala una fermata di taxi.                                                                                                  |
|                   | Strada residenziale                                           | Indica l'inizio di una zona residenziale.                                                                                     |
|                   | Fine della strada residenziale                                | Indica la fine di una zona residenziale.                                                                                      |
|                   | Ospedale                                                      | Indica la presenza di un ospedale.                                                                                            |
|                   | Parcheggio                                                    | Indica un parcheggio autorizzato. Consente la sosta a tempo indeterminato salvo indicazioni differenti.                       |
|                   | Direzione e distanza per il parcheggio                        | Indica la direzione e la distanza per il parcheggio autorizzato.                                                              |
|                   | Parcheggio riservato agli autocarri                           | Indica un parcheggio riservato agli autocarri.                                                                                |
|                   | Parcheggio coperto                                            | Indica un parcheggio coperto. Consente la sosta a tempo indeterminato salvo indicazioni differenti.                           |
|                   | Parcheggio di scambio con mezzo pubblico                      | Indica un parcheggio dal quale è possibile prendere un mezzo pubblico.                                                        |
|                   | Parcheggio riservato ai disabili                              | Indica un parcheggio riservato ai disabili.                                                                                   |
|                   | Galleria                                                      | Indica l'inizio di una galleria e la sua eventuale lunghezza.                                                                 |
|                   | Velocità consigliata                                          | Indica la velocità consigliata nel tratto di strada.                                                                          |
|                   | Fine della velocità consigliata                               | Indica la fine del tratto di strada con velocità consigliata.                                                                 |
|                   | Segnale di conferma                                           | Indica la distanza dalle località indicate nel segnale.                                                                       |
|                   | Luogo turistico                                               | Indica un luogo turistico e ne specifica il nome.                                                                             |
|                   | Confine UE                                                    | Indica l'ingresso in Ungheria provenendo da un altro Stato UE.                                                                |
|                   | Strada senza uscita                                           | Indica una strada senza uscita per tutti i veicoli.                                                                           |
|                   | Strada senza uscita che continua come pista ciclabile         | Indica una strada senza uscita per tutti i veicoli ma che continua come pista ciclabile.                                      |
|                   | Sottopassaggio pedonale                                       | Indica un sottopassaggio pedonale.                                                                                            |
|                   | Sovrappassaggio pedonale                                      | Indica un sovrappassaggio pedonale.                                                                                           |
|                   | Rampa in discesa pedonale                                     | Indica una rampa in discesa pedonale.                                                                                         |
|                   | Rampa in salita pedonale                                      | Indica una rampa in salita pedonale.                                                                                          |
|                   | Preavviso di strada senza uscita                              | Preavvisa una strada senza uscita per tutti i veicoli.                                                                        |
|                   | Numero uscita autostradale                                    | Indica un'uscita autostradale con il relativo numero.                                                                         |
|                   | Limiti di velocità generali                                   | Indica i limiti generali di velocità presenti nello Stato. È posto in prossimità delle frontiere.                             |

## Segnali di informazione
| Segnale ungherese | Significato                                 | Spiegazione                                                                           |
|                   | Pronto soccorso                             | Indica la presenza di un pronto soccorso.                                             |
|                   | Assistenza meccanica                        | Indica la presenza di un'officina di riparazioni.                                     |
|                   | Telefono                                    | Indica un telefono pubblico.                                                          |
|                   | Rifornimento                                | Indica la presenza di un posto di rifornimento.                                       |
|                   | Albergo-motel                               | Indica la presenza di un albergo o un motel.                                          |
|                   | Ristorante                                  | Indica la presenza di un ristorante.                                                  |
|                   | Bar                                         | Indica la presenza di un bar.                                                         |
|                   | Escursionisti                               | Indica il punto di partenza per un itinerario escursionistico.                        |
|                   | Campeggio                                   | Indica un campeggio.                                                                  |
|                   | Terreno per roulotte                        | Indica un terreno per la sosta di roulotte o motorhome.                               |
|                   | Campeggio o terreno per roulotte            | Indica un campeggio od un terreno per la sosta di roulotte o motorhome.               |
|                   | Ostello per la gioventù                     | Indica un ostello per la gioventù.                                                    |
|                   | Radio informazioni stradali                 | Indica la frequenza sulla quale si possono ricevere notizie sullo stato del traffico. |
|                   | Bagni pubblici                              | Indica la presenza di servizi igienici pubblici.                                      |
|                   | Piscina                                     | Indica una piscina.                                                                   |
|                   | Rifornimento con benzina senza piombo       | Indica la presenza di un posto di rifornimento con benzina senza piombo.              |
|                   | Rifornimento con benzina senza piombo e GPL | Indica la presenza di un posto di rifornimento con benzina senza piombo e GPL.        |
|                   | Porto                                       | Indica la presenza di un porto.                                                       |
|                   | Stazione                                    | Indica la presenza di una stazione.                                                   |
|                   | Aeroporto                                   | Indica la presenza di un aeroporto.                                                   |
|                   | Informazioni                                | Indica la presenza di un punto informazioni.                                          |
|                   | Delimitatori di curva                       | Indicano la presenza di una curva.                                                    |
|                   | Delimitatori modulari di curva              | Indicano la presenza di una curva.                                                    |
|                   | Delimitatori di ostacolo                    | Indicano la presenza di un ostacolo al centro od ai lati della carreggiata.           |
|                   | Ponte mobile                                | Indica la presenza di un ponte mobile.                                                |
|                   | Polizia                                     | Indica la presenza di un posto di polizia.                                            |
|                   | Controllo del traffico                      | Indica la vicinanza di una postazione di controllo del traffico.                      |
|                   | Delimitatori di ostacolo                    | Indicano la presenza di un ostacolo.                                                  |
|                   | Internet point                              | Indica la presenza di un internet point.                                              |
|                   | Zoo                                         | Indica la presenza di uno zoo.                                                        |
|                   | Punto panoramico                            | Indica la presenza di un punto panoramico.                                            |
|                   | Parco ornitologico                          | Indica la presenza di un parco ornitologico.                                          |
|                   | Teatro                                      | Indica la presenza di un teatro.                                                      |
|                   | Museo                                       | Indica la presenza di un museo.                                                       |
|                   | Cimitero                                    | Indica la presenza di un cimitero.                                                    |
|                   | Chiesa                                      | Indica la presenza di una chiesa.                                                     |
|                   | Castello                                    | Indica la presenza di un castello.                                                    |
|                   | Mulino ad acqua                             | Indica la presenza di un mulino ad acqua.                                             |
|                   | Farmacia                                    | Indica la presenza di una farmacia.                                                   |
|                   | Punto di informazioni                       | Indica la presenza di un punto di informazioni.                                       |
|                   | Fontana                                     | Indica la presenza di una fontana.                                                    |

## Pannelli integrativi
| Segnale ungherese | Significato                                               | Spiegazione |
|                   | Andamento della strada principale                         | Indicano l'andamento della strada principale.                                                                           |
|                   | Distanza allo STOP                                        | Indica la distanza al segnale di fermarsi e dare precedenza.                                                            |
|                   | Durata                                                    | Indica le ore nelle quali il segnale a cui si riferisce è valido.                                                       |
|                   | Durata                                                    | Indica per quanto tempo il segnale a cui si riferisce è valido.                                                         |
|                   | Distanza                                                  | Indica la distanza alla prescrizione indicata.                                                                          |
|                   | Estesa                                                    | Indica per quanti metri o chilometri il segnale a cui si riferisce è valido.                                            |
|                   | Segnale riferito alla direzione ed alla distanza indicate | Indica che il segnale stradale a cui si riferisce il pannello integrativo è per la direzione ed alla distanza indicata. |
|                   | Ghiaccio                                                  | Indica che il pericolo a cui si riferisce il segnale è relativo alle condizioni di meteo con ghiaccio.                  |
|                   | Pioggia                                                   | Indica che il pericolo a cui si riferisce il segnale è relativo alle condizioni di meteo con pioggia.                   |
|                   | Numero progressivo                                        | Indica per quante volte è valido il segnale a cui si riferisce.                                                         |
|                   | Incidente                                                 | Indica l'avvicinarsi ad un incidente stradale. È utilizzato in abbinamento al segnale di pericolo generico.             |
|                   | Rimozione coatta                                          | Indica che è prevista la rimozione coatta dei veicoli in sosta.                                                         |
|                   | Parcometro                                                | Indica che è necessario l'utilizzo del parcometro nella zona indicata.                                                  |
|                   | Disco orario                                              | Indica che è necessario l'utilizzo del disco orario nella zona indicata.                                                |
|                   | Pedaggio con monete o carte                               | Indica che la strada in oggetto è gravata del pedaggio con l'esazione tramite monete o carte.                           |
|                   | Inizio, continua e fine                                   | Indicano l'inizio, la continuazione e la fine di una prescrizione.                                                      |
|                   | Autocarri                                                 | Indica che l'indicazione è riferita agli autocarri.                                                                     |
|                   | Indicazione specifica                                     | Indica ciò che vi è scritto nel testo del segnale.                                                                      |
|                   | Direzioni consentite ai ciclisti                          | Indica le direzioni consentite ai ciclisti.                                                                             |